# Derek King
Derek King, född 11 februari 1967, är en kanadensisk ishockeytränare och före detta professionell ishockeyforward som är tränare för Chicago Blackhawks i National Hockey League (NHL).

## Spelare
Han tillbringade 14 säsonger i den nordamerikanska ishockeyligan National Hockey League (NHL), där han spelade för New York Islanders, Hartford Whalers, Toronto Maple Leafs och St. Louis Blues. Han producerade 612 poäng (261 mål och 351 assists) samt drog på sig 417 utvisningsminuter på 830 grundspelsmatcher.
King spelade också för München Barons i Deutsche Eishockey Liga (DEL); Springfield Indians och Grand Rapids Griffins (även i IHL) i American Hockey League (AHL) samt Sault Ste. Marie Greyhounds och Oshawa Generals i Ontario Hockey League (OHL).
Han draftades av New York Islanders i första rundan i 1985 års draft som 13:e spelare totalt.

### Statistik
| 1982–1983  | Hamilton Mountain A's       | OPJAHL     | 8   | 1   | 2   | 3   | 0   | —  | —  | —  | —  | —  |
| 1983–1984  | Hamilton Mountain A's       | OPJAHL     | 37  | 10  | 14  | 24  | 142 | —  | —  | —  | —  | —  |
| 1984–1985  | Sault Ste. Marie Greyhounds | OHL        | 63  | 35  | 38  | 73  | 106 | 16 | 3  | 13 | 16 | 11 |
| 1985–1986  | Sault Ste. Marie Greyhounds | OHL        | 25  | 12  | 17  | 29  | 33  | —  | —  | —  | —  | —  |
|            | Oshawa Generals             | OHL        | 19  | 8   | 13  | 21  | 15  | 6  | 3  | 2  | 5  | 13 |
| 1986–1987  | New York Islanders          | NHL        | 2   | 0   | 0   | 0   | 0   | —  | —  | —  | —  | —  |
|            | Oshawa Generals             | OHL        | 57  | 53  | 53  | 106 | 74  | 17 | 14 | 10 | 24 | 40 |
| 1987–1988  | New York Islanders          | NHL        | 55  | 12  | 24  | 36  | 30  | 5  | 0  | 2  | 2  | 2  |
|            | Springfield Indians         | AHL        | 10  | 7   | 6   | 13  | 6   | —  | —  | —  | —  | —  |
| 1988–1989  | New York Islanders          | NHL        | 60  | 14  | 29  | 43  | 14  | —  | —  | —  | —  | —  |
|            | Springfield Indians         | AHL        | 4   | 4   | 0   | 4   | 0   | —  | —  | —  | —  | —  |
| 1989–1990  | New York Islanders          | NHL        | 46  | 13  | 27  | 40  | 20  | 4  | 0  | 0  | 0  | 4  |
|            | Springfield Indians         | AHL        | 21  | 11  | 12  | 23  | 33  | —  | —  | —  | —  | —  |
| 1990–1991  | New York Islanders          | NHL        | 66  | 19  | 26  | 45  | 44  | —  | —  | —  | —  | —  |
| 1991–1992  | New York Islanders          | NHL        | 80  | 40  | 38  | 78  | 46  | —  | —  | —  | —  | —  |
| 1992–1993  | New York Islanders          | NHL        | 77  | 38  | 38  | 76  | 47  | 18 | 3  | 11 | 14 | 14 |
| 1993–1994  | New York Islanders          | NHL        | 78  | 30  | 40  | 70  | 59  | 4  | 0  | 1  | 1  | 0  |
| 1994–1995  | New York Islanders          | NHL        | 43  | 10  | 16  | 26  | 41  | —  | —  | —  | —  | —  |
| 1995–1996  | New York Islanders          | NHL        | 61  | 12  | 20  | 32  | 23  | —  | —  | —  | —  | —  |
| 1996–1997  | New York Islanders          | NHL        | 70  | 23  | 30  | 53  | 20  | —  | —  | —  | —  | —  |
|            | Hartford Whalers            | NHL        | 12  | 3   | 3   | 6   | 2   | —  | —  | —  | —  | —  |
| 1997–1998  | Toronto Maple Leafs         | NHL        | 77  | 21  | 25  | 46  | 43  | —  | —  | —  | —  | —  |
| 1998–1999  | Toronto Maple Leafs         | NHL        | 81  | 24  | 28  | 52  | 20  | 16 | 1  | 3  | 4  | 4  |
| 1999–2000  | Toronto Maple Leafs         | NHL        | 3   | 0   | 0   | 0   | 2   | —  | —  | —  | —  | —  |
|            | St. Louis Blues             | NHL        | 19  | 2   | 7   | 9   | 6   | —  | —  | —  | —  | —  |
|            | Grand Rapids Griffins       | IHL        | 52  | 19  | 30  | 49  | 25  | 17 | 7  | 8  | 15 | 8  |
| 2000–2001  | Grand Rapids Griffins       | IHL        | 76  | 32  | 51  | 83  | 19  | 10 | 5  | 5  | 10 | 4  |
| 2001–2002  | München Barons              | DEL        | 60  | 19  | 26  | 45  | 22  | 9  | 2  | 4  | 6  | 4  |
| 2002–2003  | Grand Rapids Griffins       | AHL        | 59  | 13  | 28  | 41  | 20  | 15 | 4  | 10 | 14 | 6  |
| 2003–2004  | Grand Rapids Griffins       | AHL        | 77  | 9   | 21  | 30  | 19  | 4  | 0  | 2  | 2  | 0  |
| NHL totalt | NHL totalt                  | NHL totalt | 830 | 261 | 351 | 612 | 417 | 47 | 4  | 17 | 21 | 24 |
| AHL totalt | AHL totalt                  | AHL totalt | 171 | 44  | 67  | 111 | 78  | 19 | 4  | 12 | 16 | 6  |
| IHL totalt | IHL totalt                  | IHL totalt | 128 | 51  | 81  | 132 | 44  | 27 | 12 | 13 | 25 | 12 |
| OHL totalt | OHL totalt                  | OHL totalt | 164 | 108 | 121 | 229 | 228 | 39 | 20 | 25 | 45 | 64 |

#### Internationellt
| Källa:        | Källa:        | Källa:        |         | Utv = Utvisningsminuter | Utv = Utvisningsminuter | Utv = Utvisningsminuter | Utv = Utvisningsminuter | Utv = Utvisningsminuter |
| År            | Lag           | Mästerskap    | Matcher | Mål                     | Assists                 | Poäng                   | Utv                     |                         |
| ------------- | ------------- | ------------- | ------- | ----------------------- | ----------------------- | ----------------------- | ----------------------- | ----------------------- |
| 1992          | Kanada        | VM            | 6       | 1                       | 1                       | 2                       | 6                       |                         |
| Senior totalt | Senior totalt | Senior totalt | 6       | 1                       | 1                       | 2                       | 6                       |                         |

## Tränare
De sista två åren av sin spelarkarriär var han spelande assisterande tränare för Grand Rapids Griffins. Efter sin spelarkarriär arbetade King en del för Phoenix Coyotes och var bland annat videogranskare vid deras matcher. År 2009 blev han assisterande tränare för Toronto Marlies i AHL, en position King hade fram tills augusti 2015 när han blev det för juniorlaget Owen Sound Attack i OHL. King var dock bara där två månader innan han lämnade. Den 7 juli 2016 fick han chansen att bli assisterande tränare för Chicago Blackhawks farmarlag Rockford Icehogs i AHL. Den 25 april 2018 meddelade Blackhawks att man hade utsett Icehogs tränare Jeremy Colliton som ny tränare för sitt NHL-lag, vilket gjorde att King blev befordrad till att bli tränare för Icehogs. Den 6 november 2021 fick Colliton sparken från Blackhawks och blev ersatt av just King.

### Statistik
Källa: 
| Lag                | Säsong    | Grundserie | Grundserie | Grundserie | Grundserie         | Grundserie | Grundserie    | Slutspel          |  |
| Lag                | Säsong    | Matcher    | Vinster    | Förluster  | Övertids förluster | Poäng      | Placering     | Resultat          |  |
| ------------------ | --------- | ---------- | ---------- | ---------- | ------------------ | ---------- | ------------- | ----------------- |  |
| Chicago Blackhawks | 2021–2022 | 70         | 27         | 33         | 10                 | 64         | 7:a i Central | Missade slutspel. |  |
| Totalt             | Totalt    | 70         | 27         | 33         | 10                 | 64         |               |                   |  |